# Ценогенез
Ценогенез (грец. kainós — новий і …генез) — пристосування організму, що виникає на стадії зародку (плоду) або личинки і не зберігається у дорослої особини.

## Приклади ценогенезу
Однією з форм ценогенезу є провізорні органи:
- Плацента ссавців, що забезпечує в плоду дихання, живлення і виділення;
- зовнішні зябра личинок земноводних; яйцевий зуб у птахів, слугує пташенятам для пробиття шкаралупи яйця;
- органи прикріплення в личинки асцидій;
- плавальний хвіст в личинки трематод — церкарія та ін.

## Історія терміна
Термін «ценогенез» введений в 1866 Ернстом Геккелем для позначення тих ознак, які, порушуючи прояви палінгенезів, тобто повторень далеких етапів філогенезу в процесі зародкового розвитку особини, не дозволяють прослідкувати у ході онтогенезу сучасних форм послідовність етапів філогенезу їх предків, тобто порушують біогенетичний закон. В кінці XIX століття ценогенезом стали називати будь-яку зміну властивого предкам ходу онтогенезу (німецькі учені Е. Менерт, Ф. Кейбель і ін.). Сучасне розуміння терміна «ценогенез» сформувалося в результаті робіт О. М. Сєвєрцова, що зберіг за цим поняттям лише значення провізорних пристосувань, або ембріо-адаптацій.